# 자유의 댄스
《자유의 댄스》(영어: Footloose)는 1984년 개봉한 미국의 뮤지컬 드라마 영화이다. 허버트 로스가 연출하였고, 케빈 베이컨, 존 리스고 등이 출연하였다.
평단 반응은 엇갈렸으나 박스 오피스에서 크게 성공하여 1984년도 미국 전체 흥행 6위를 차지하였다. 케니 로긴스가 부른 동명곡 “Footloose”, 데니스 윌리엄스가 부른 “Let's Hear It for the Boy”가 1985년 제57회 아카데미상 주제가상 후보에 동시에 올랐다.

## 줄거리
아버지를 잃은 시카고 토박이 도시 소년 렌은 외삼촌, 외숙모와 살기 위해 어머니 에설과 함께 보몬트에 위치한 작은 시골 마을로 이사한다.
렌이 엄격한 쇼 무어 목사의 반항적인 딸 에리얼에게 관심을 보이자 남자친구 척이 트랙터 치킨 게임을 제안한다. 트랙터를 몰 줄도 몰랐던 렌이 이기고, 척은 트랙터와 함께 옆 도랑에 빠진다.
렌이 마약을 한다는 등 안 좋은 소문이 퍼지기 시작하고, 렌이 에리얼에게 악영향을 미친다고 판단한 목사는 에리얼에게 렌과 만나는 것을 금지한다. 그러나 렌은 에리얼, 에리얼의 친구 러스티, 학교에서 사귄 친구 윌러드를 주 경계 너머에 있는 바에 데려가 함께 춤을 춘다. 춤을 못 추는 윌러드는 질투심에 러스티와 춤추던 남성에게 시비를 걸었다가 주먹으로 코를 얻어맞는다.
에리얼은 5년 전 오빠 보비가 술과 춤을 곁들인 파티를 즐기고 돌아오던 길에 교통 사고로 사망했고, 목사는 마을 의회가 술, 마약, 춤, 록 음악을 금지하는 법을 제정하도록 설득했다고 알려준다. 렌은 졸업반 프롬을 열기 위해 춤 금지 조례에 저항하기로 결심하는 한편 윌러드에게 춤을 가르치기 시작한다.
어머니 에설은 렌의 평판이 문제가 되어 일자리를 잃지만 스스로 옳다고 생각하는 일을 하는 아들 렌을 끝까지 지지한다. 렌은 에리얼의 도움으로 마을 의회 앞에 서고, 춤을 신체 단련법, 기쁨을 표현하는 수단, 신을 찬양하는 방식으로 묘사한 성경 구절을 인용하며 금지법 폐지를 주장한다. 하지만 투표 결과는 이미 정해져 있었고, 렌의 시도는 좌절된다. 이에 렌의 고용주 앤디는 렌에게 보몬트 관할권 밖인 군 경계 너머에 자리한 자신의 제분소에서 프롬을 치를 것을 제안한다.
다음 날 목사는 교회 신자들이 청소년에게 해롭다고 판단한 도서관 책을(신자들은 앞선 장면에서 이뤄진 대화에서 〈제5도살장〉을 유해 도서로 분류한 바 있다) 불태우는 광경을 목격한다. 목사는 신자들을 말려 분서를 멈추게 하고, 생각이 많아진다. 렌은 에리얼을 프롬 파트너로 데려가기 위해 목사에게 허락을 받으러 와서 각자의 가족을 잃은 아픔을 공유한다. 일요일 예배에서 목사는 신자들에게 학생들이 프롬을 잘 치를 수 있도록 함께 기도하자고 한다.
프롬날 밤 목사와 아내 바이는 제분소 밖에서 음악 소리를 엿들으며 즐거워한다. 척과 그 무리가 도착해 윌러드를 패며 말썽을 부리지만 렌이 나타나 물리친다. 렌, 에리얼, 윌러드, 러스티는 밤새 행복하게 춤춘다.

## 출연진
- 케빈 베이컨 - 렌 매코맥 역
- 로리 싱어 - 에리얼 무어 역
- 존 리스고 - 쇼 무어 목사 역
- 다이앤 위스트 - 바이 무어 역
- 크리스 펜 - 윌러드 휴잇 역
- 세라 제시카 파커 - 러스티 로드리게스 역
- 존 로클린 - 우디 역
- 엘리자베스 고시 - 웬디 조 역
- 프랜시스 리 매케인 - 에설 매코맥 역
- 짐 영스 - 척 크랜스턴 역

## 제작

### 창작 배경
1898년 오클라호마주에 작은 농촌 엘모어시티(Elmore City)가 세워졌을 때 인근 마을 헤너핀(Hennepin)의 목사 F. R. 존슨이 춤은 술과 여성으로 이어지고, 젊은 남녀가 손을 잡으면 성적으로 흥분하게 된다며 시 경계 내에서 춤을 전면 금지할 것을 주창하였다. 이어 제정된 금지법으로 인해 엘모어시티 고등학교에서는 1979년까지 단 한 번도 프롬이 열리지 않았다.
1980년 2월, 2학년 학생들이 예년과 마찬가지로 춤이 일절 없는 연례 만찬을 준비하다가 이 법을 바꾸기로 결심하였다. 학생 위원회는 학교 만찬에 참석하는 대신 인근 마을에서 노는 걸 택한 학생들이 술(혹은 마약까지)에 취한 채 차를 타고 돌아오다가 사망하는 사건이 이어졌음을 지적하였다.
감리교회는 학생들 입장에 우호적이었지만 침례교회와 그리스도의 교회는 춤 허가가 성적 방종으로 이어질 거라고 설교하였다. 비슷하게 양분된 학교 교육 위원회 투표 역시 2:2를 기록한 상황에서 교육 위원회장이 학생들 손을 들어주면서 시 의회로 안건이 제출되었다. 그 결과 100년 가까이 이어진 법이 뒤집히면서 전국 언론을 탔고 피플에서는 아예 프롬을 기사로 다루었다.
관련 보도에 주목한 딘 피치퍼드는 이를 소재로 초안을 쓴 뒤 엘모어시티로 날아가 고등학교를 방문해 학생들과 시간을 보내고 예배에 참석했으며 가게 주인들을 비롯한 주민들 이야기를 들었다. 돌아와 대본을 수정하는 사이 영화화가 결정되었다.

### 섭외
《자유의 댄스》 제작자들은 톰 크루즈가 《위험한 청춘》(1983)에서 선보인 속옷 춤 장면을 인상 깊게 보고 그를 주인공 물망에 올렸다. 하지만 크루즈는 《뜨거운 가슴으로 내일을》(1983) 촬영 때문에 일정에 맞출 수가 없었다. 롭 로는 오디션을 세 차례 보았고 춤 실력도 갖추고 있었지만 부상을 입어 출연이 불가능해졌다. 케빈 베이컨은 《크리스틴》(1983)의 주연 제안을 받은 상황에서 이를 포기하고 《자유의 댄스》 스크린 테스트를 받아 주인공 자리를 거머쥐었다.

## 사운드트랙
케니 로긴스가 딘 피치퍼드와 공동 작곡하고 직접 부른 “Footloose”, 피치퍼드와 톰 스노가 같이 쓰고 데니스 윌리엄스가 부른 “Let's Hear It for the Boy”가 1985년 제57회 아카데미상 주제가상 후보에 동시에 올랐으나 《우먼 인 레드》(1984) 주제가인 스티비 원더의 “I Just Called to Say I Love You”가 상을 차지하였다.

## 뮤지컬
1998년 이 영화를 원작으로 하고 “Footloose”와 “Let's Hear It for the Boy” 등이 넘버로 들어간 동명 뮤지컬이 브로드웨이에서 초연되었다. 톰 스노가 작곡을, 딘 피치퍼드가 작사를 맡았으며, 1999년 제53회 토니상에서 음악상, 안무상, 뮤지컬 부문 대본상, 뮤지컬 부문 여우 주연상 후보에 올랐다.

## 리메이크
2011년 10월 14일 이 영화를 리메이크한 동명 영화가 개봉하였다.